# Bytový dům Široká 9
Bytový dům Široká 9 je vrcholně secesní dům na nároží Široké a Maiselovy ulice v Praze na Josefově.

## Historie
Dům byl vybudován v roce 1909 (1908).

## Architektura
Bohatě zdobený dům má až palácový charakter. Autorem architektonického návrhu byl malíř a architekt Karel Vítězslav Mašek, stavitelem pan Josef Janský. Na výzdobě fasády se podíleli malíř Václav E. Haspekl a sochař Ladislav Křtín. Jeho sochařská výzdoba hlavního vstupního portálu –  dvě ženské postavy –  je jedním z nejnápadnějších prvků fasády směřující do Široké ulice.